# Taquaritinga do Norte
Taquaritinga do Norte est une municipalité brésilienne située dans l'État du Pernambouc.